# Holomitrium longifolium
Holomitrium longifolium är en bladmossart som beskrevs av Georg Ernst Ludwig Hampe 1865. Holomitrium longifolium ingår i släktet Holomitrium och familjen Dicranaceae. Inga underarter finns listade i Catalogue of Life.